# Gustaf Lagerbielke
Gustaf Lagerbielke, né le 10 avril 2000 à Stockholm en Suède, est un footballeur international suédois qui joue au poste de défenseur central au SC Braga.

## Biographie

### En club
Né à Stockholm en Suède, Gustaf Lagerbielke commence le football au FC Djursholm avant d'être formé par l'AIK Solna. Il commence toutefois sa carrière professionnelle au Sollentuna FK (en), en troisième division suédoise, où il est prêté entre 2018. Il joue ainsi son premier match lors d'une rencontre de championnat le 3 novembre 2018, contre le BK Forward (en). Il entre en jeu et son équipe s'impose par deux buts à zéro.
En janvier 2021, Gustaf Lagerbielke rejoint librement le Västerås SK pour un contrat courant jusqu'en décembre 2022. Le transfert est annoncé dès le 7 décembre 2020,.
Le 9 juillet 2021, Gustaf Lagerbielke s'engage en faveur de l'IF Elfsborg, qu'il doit rejoindre officiellement le 1er janvier 2022. Le 10 août 2021, il intègre finalement l'IF Elfsborg plus tôt que prévu.
Il inscrit son premier but pour Elfsborg le 27 février 2022, lors d'un match de coupe de Suède contre le Skiljebo SK (en). Titulaire ce jour-là, il participe à la victoire des siens par huit buts à un.
Le 21 juillet 2022, Gustaf Lagerbielke est prêté au Degerfors IF jusqu'à la fin de la saison.
Le 16 août 2023, le défenseur rejoint le Celtic Glasgow. Il signe un contrat courant jusqu'en mai 2028.
Lagerbielke inscrit son premier but pour le Celtic le 13 décembre 2023, lors d'un match comptant pour la phase de groupe de la Ligue des champions 2023-2024, face au Feyenoord Rotterdam. Entré en jeu, il marque le but vainqueur de son équipe, de la tête sur un service de Matt O'Riley,. Il s'agit de la première victoire du Celtic à domicile dans cette compétition depuis dix ans.
Le 27 août 2024, Gustaf Lagerbielke est prêté pour une saison au FC Twente, en première division néerlandaise,.
Le 8 juillet 2025, Gustaf Lagerbielke quitte définitivement le Celtic et rejoint le SC Braga. Il signe un contrat courant jusqu'en juin 2030.

### En sélection
Gustaf Lagerbielke commence sa carrière international avec l'équipe de Suède des moins de 17 ans, avec laquelle il fait une seule apparition, le 11 février 2017 contre la Pologne. Il est titularisé lors de cette rencontre remportée par son équipe (2-0 score final).
Il joue également avec les moins de 18 ans, faisant en tout quatre apparitions, toutes en 2018.
Gustaf Lagerbielke honore sa première sélection avec l'équipe nationale de Suède le 12 janvier 2023 contre l'Islande. Il est titularisé et son équipe l'emporte par deux buts à un,.